# 葉煙草一厘事件

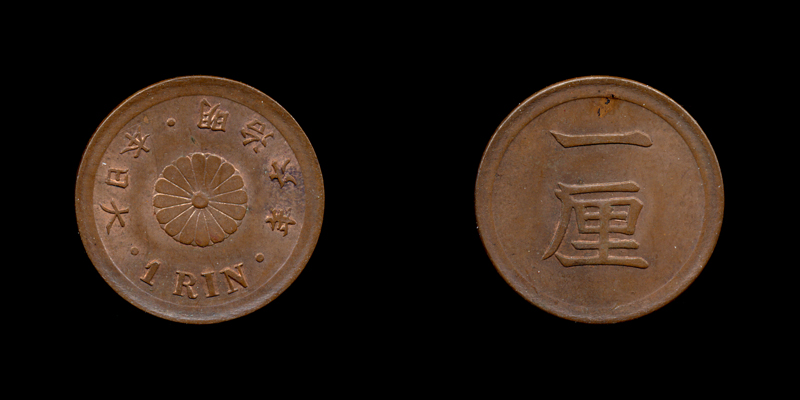
被害額と同じ1厘貨幣

葉煙草一厘事件（はたばこいちりんじけん）とは、農家が栽培した葉煙草を自家消費した行為に対する葉煙草専売法違反事件である。可罰的違法性の典型的な判例とされている。一厘事件もしくは一厘煙草事件ともいう。

## 事件の概要
栃木県那須郡在住の農民（当時63歳）は1909年（明治42年）11月に、栽培し乾燥していた葉煙草のうち価格一厘に相当する1匁（3.75グラム）の7分（2グラム）を手もみにして喫煙した。この行為に対し検事は農民を煙草を大蔵省専売局に納入することを怠った葉煙草専売法の不納付違反で起訴した。なお一厘は1円の千分の1（0.1銭）という最低通貨単位の被害額であった。

## 裁判
一審の宇都宮地方裁判所は違法だが微罪であるとして無罪を言渡した。検事が控訴したため東京控訴院（現在の東京高等裁判所）で審議され、1910年6月20日に中嶋正司判事は有罪であるとして罰金10円を言渡した。この金額は被害額の1万倍であり「万倍事件」と呼ばれるようになった。
この判決に対し、法曹界から損害に対し刑罰が苛烈すぎると批判され、法律家が上告審の弁護を引き受ける事になった。最終審である大審院（現在の最高裁判所）は、10月11日に二審判決を破棄し無罪とする判決を言渡した。この判決によれば無罪の理由として「人類非行ハ零細ナルモノハ悪性ノ特ニ認ムベキモノナキ限リハ其人生ニ及ボス害悪極メテ僅少ナルヲ常態トスル所ナリ」というもので、違法な行為であったとしても実害がほとんどなく微細な所為であれば罪には問えないというものであった（大判明治43年10月11日刑録16輯1620頁）。